# Rhythm e blues
Rhythm e blues (Blue Rhythm) è un film del 1931 diretto da Burt Gillett. È un cortometraggio animato della serie Mickey Mouse, prodotto dalla Walt Disney Productions e uscito negli Stati Uniti il 18 agosto 1931, distribuito dalla Columbia Pictures. Il cartone animato, con protagonista Topolino, raffigura una performance multiforme di "Saint Louis Blues" di W. C. Handy.

## Trama
Topolino apre il concerto suonando un interludio classico al pianoforte. Ben presto passa ad una versione ragtime di "Saint Louis Blues". Minni avanza sul palco e canta il primo verso accompagnata da Topolino. Presto una band invisibile prende il sopravvento sull'accompagnamento e Topolino si unisce a Minni, danzando e cantando scat.
Mentre Topolino e Minni escono dal palco, il sipario si alza per rivelare la band - Pluto (in una rara apparizione antropomorfa) al trombone, due capre ai violini, un terrier scozzese al sousafono, un maiale alla cornetta, Clarabella al contrabbasso, due bassotti ai sassofoni e Orazio Cavezza alle percussioni e allo xilofono; Topolino riappare sul palco per dirigere. Dopo diverse interruzioni, Topolino suona un clarinetto e fa una parodia del capobanda jazz Ted Lewis.
Mentre la band suona le ultime note del finale, i musicisti saltano tutti insieme sul palco e lo fanno crollare. Riemergono poi dalle macerie per urlare uno "Yeah!" finale al pubblico.

## Edizioni home video

### VHS
- Cartoni & Musica - Juke Box Rock, settembre 1983

### DVD
Il cortometraggio è incluso nel DVD Walt Disney Treasures: Topolino in bianco e nero.